# Enric el Navegant
Enric el Navegant o Enric de Portugal (Porto, 4 de març de 1394 – Sagres, 13 de novembre de 1460) fou infant de Portugal i primer duc de Viseu (1415-1460).
Va ser una figura central dels primers temps de l'Imperi Portuguès i en els descobriments marítims europeus del segle xv i l'expansió marítima. A través de la seva direcció administrativa, és considerat com el principal iniciador del que seria conegut com a l'Era de l'exploració. Enric va ser el quart fill del rei portuguès Joan I de Portugal, que va fundar la Dinastia Avís.
Després d'adquirir el nou vaixell caravel·la, Henry va ser responsable del primer desenvolupament de l'exploració portuguesa i del comerç marítim amb altres continents mitjançant l'exploració sistemàtica de l'Àfrica occidental, les illes de l'oceà Atlàntic i la recerca de noves rutes. Va animar el seu pare a conquerir Ceuta (1415), el port musulmà de la costa nord-africana a través de l'estret de Gibraltar des de la península Ibèrica. Va assabentar-se de les oportunitats que oferien les rutes comercials del Sàhara que hi acabaven i es va fascinar amb Àfrica en general; va quedar més intrigat per la llegenda cristiana del Preste Joan i l'expansió del comerç portuguès. És considerat com el mecenes de l'exploració portuguesa.

## Orígens familiars
Va néixer a Porto el 4 de març de 1394, i fou el tercer fill del rei Joan I de Portugal, el fundador de la dinastia Avís, i la seva esposa Felipa de Lancaster. Fou el germà del també rei Eduard I de Portugal i era besnet per línia materna d'Eduard III d'Anglaterra.

## Era dels descobriments
El 1414, va convèncer el seu pare per establir una campanya per conquerir Ceuta, a la costa nord-africana al costat de l'estret de Gibraltar. La ciutat es presentava com un punt estratègic per començar les exploracions perquè Portugal tenia en aquella època força costa marítima i el comerç amb orient va acabar per bloquejar-se arran de l'aïllament de Constantinoble després de l'Interregne otomà. Evitant doncs les costes musulmanes, els portuguesos van mirar de trobar una altra alternativa que els apropés a la Xina. La ciutat va ser conquerida l'agost de l'any 1415, i s'obriren per al Regne de Portugal les portes pel domini del comerç que aquell port exercia. El mateix any va ser armat cavaller i va rebre el títol de duc de Viseu.
El 1416, va emprendre la construcció de la Vila do Infante en el que avui en dia és la freguesia de Sagres, a tocar del cap de Sant Vicenç, a l'extrem sud de Portugal. La vila va créixer ràpidament com a seu de la més elevada tecnologia de l'època en navegació i cartografia, com un arsenal naval, observatori, i una escola per a l'estudi de geografia i navegació. Jacomé de Mallorca, un reconegut cartògraf segons les fonts, va ser convidat a viure a Sagres per compilar els coneixements geogràfics de l'època, encàrrec que va acceptar. Lagos, a poca distància a l'est, es va convertir així en un local de construcció naval gràcies al seu port. Un dels primers resultats d'aquesta tasca fou el descobriment de les illes Madeira en 1419 per João Gonçalves Zarco i Tristão Vaz Teixeira, unes illes que posteriorment van ser colonitzades.
El 18 de febrer de 1416 se li va confiar el govern de Ceuta, i el 1419 va haver de tornar a Ceuta en companyia del seu germà Joan per socórrer la ciutat, on Pedro de Meneses estava assetjat per les forces d'Abu-Saïd Uthman ibn Àhmad del Regne de Fes i Muhàmmad VIII el Petit de l'Emirat de Granada. El setge va ser aixecat abans que arribés la flota i Enric va intentar de seguida atacar Gibraltar, però el mal temps li va impedir desembarcar. En tornar a Ceuta, va rebre ordres del seu pare de no atacar Gibraltar i va tornar al regne els primers mesos de 1419. En aquell moment, va proporcionar una flota de corsaris, que operava a l'estret de Gibraltar des de Ceuta, així disposava d'una altra font d'ingressos i molts dels seus homes es van acostumar a la vida al mar. Més tard, alguns d'ells s'embarcarien en els viatges dels Descobriments.
El maig de 1420, Enric va ser nomenat dirigent de l'orde de Crist, successora de l'orde del Temple, càrrec que va ocupar fins a la seva mort. Va ser un cristià fervorós. Pel que fa al seu interès per l'exploració de l'oceà Atlàntic, el càrrec dins l'orde també va ser important al llarg de la dècada del 1440. Això es deu al fet que l'orde controlava immensos recursos, la qual cosa va ajudar a finançar l'exploració, la veritable passió d'Enric.
El 1424 va estar a punt d'esclatar la guerra amb Castella per la possessió de les illes Canàries, que Castella havia començat a conquerir i colonitzar quan Enric preparava una expedició per fer-se amb Gran Canària. Amb un nou tipus d'embarcació, la caravel·la, prou lleugera com per ser maniobrada a rem i navegar a contravent, les expedicions van patir un gran impuls i fins a una desena d'expedicions van arribar al cap Bojador fins al 1434, el punt més meridional de la costa d'Àfrica que els europeus coneixien, sense poder creuar-lo.
El 1427 el capità portugues Diogo de Silves va descobrir l'arxipèlag de les Açores i en 1432 Gonçalo Velho Cabral començà la colonització de les illes, deshabitades fins llavors, amb portuguesos procedents de les regions de l'Algarve i l'Alentejo. En segles posteriors arribaren colons procedents d'altres països europeus.
Gil Eanes, que va comandar una de les expedicions anteriors, va ser el primer a passar el cap Bojador l'any 1434. Així, es va eliminar la por fins aleshores vigent al desconegut que hi pogués haver més enllà d'aquest cap marcant l'inici de l'exploració portuguesa d'Àfrica.
Quan va morir el rei Joan I, el seu primogènit, l'infant Eduard, germà d'Enric, va ser coronat rei de Portugal. En fer-ho, va donar a Enric una cinquena part de tots els aprofitaments comercials de les zones descobertes, així com el dret a explorar més enllà del cap Bojador. El regnat d'Eduard va durar només cinc anys, després dels quals el príncep Enric va donar suport al seu germà Pere de Portugal en la regència, durant la minoria d'edat del nebot Alfons V de Portugal. Per aquest fet, va rebre a canvi les confirmacions dels seus privilegis. Va procedir també, durant la regència, a la colonització de les illes Açores.
Nuno Tristão i Antão Gonçalves van arribar al cap Blanc l'any 1441 i l'expedició encapçalada es va mantenir en aigües africanes, avançant cap a la badia d'Arguin, que va ser albirada el 1443, on es va construir posteriorment un fort el 1448.
Dinis Dias arribarà al riu Senegal i sobrepassarà el Cap Verd l'any 1444. El 1445 Tristão navegà cap a la regió de Guinea, trobant una terra que, en contrast amb les regions desèrtiques situades més al nord, era rica en palmeres i d'altres arbres, alhora que els camps semblaven fèrtils i el 1446 desembarcà en les proximitats de l'actual ciutat de Bissau, iniciant una presència portuguesa durant prop de 500 anys. Diverses expedicions s'internaran per la Guinea. Així, els límits situats al sud del gran desert del Sàhara seran ultrapassats en aquesta època. Des d'aquí, Enric el Navegant aconsegueix un dels seus objectius: desviar les rutes comercials del comerç del Sàhara i accedir a les riqueses de l'Àfrica meridional. El 1452, arribarà a Portugal prou or perquè s'encunyin les primeres monedes d'or, els cruzados.

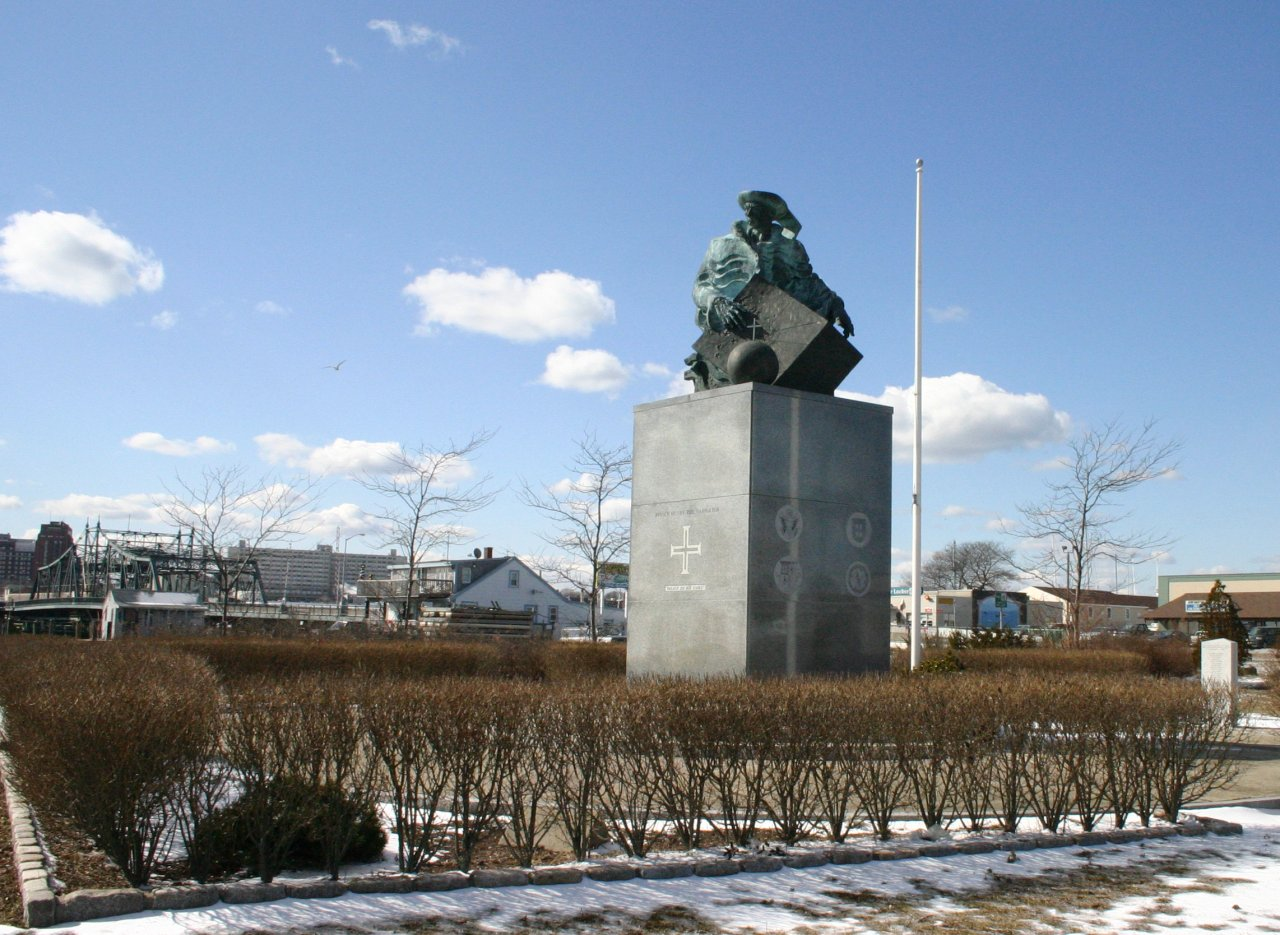
Parc dedicat a Enric el Navegant a New Bedford (Massachusetts), EUA

Entre 1444 i 1446, prop de quaranta vaixells sortiran de Lagos, on el 1444 s'hi va obrir el primer mercat d'esclaus d'Europa, de resultes d'una expedició de sis caravel·les cap a Guinea, que no va arribar al seu objectiu però que pel camí va capturar nombrosos negres.
El 18 de juny de 1452, el Papa Nicolau V va publicar la butlla que Dum diversas que autoritzava el comerç d'esclaus a l'Àfrica Occidental. i autoritzava als portuguesos a conquerir els sarraïns i els pagans i a consignar-los a l'esclavitud. El Papa Calixt III va reiterà la butlla el 1456.
A la dècada del 1450 es va descobrir l'arxipèlag de Cap Verd. El 1460, la costa ja estava explorada fins al que avui en dia és Sierra Leone. Mentrestant, Enric el Navegant estava també molt ocupat amb diversos assumptes interns del regne. Va patrocinar la fundació en la Universitat de Coïmbra d'una càtedra d'astronomia.

## Expedició contra Tànger
Va ser un dels principals organitzadors de l'expedició contra Tànger, defensada per Salah ibn Salah, senyor de Tànger i d'Asilah l'any 1437, que va resultar ser un gran fracàs, ja que el seu germà petit, l'infant Ferran va ser retingut com a ostatge al Marroc com a garantia de la devolució de Ceuta, que mai va passar, quedant fet presoner fins a la seva mort l'any 1443. La seva reputació militar va patir un revés i els seus últims anys es van dedicar a la política i l'exploració.

## Aportació a la història universal
El seu impacte en la història universal és immens. L'escola de Sagres va ser la responsable de nombrosos i significatius avenços tècnics i científics en la navegació, i les descobertes impulsades per aquest Infant van ser la base per al desenvolupament de Portugal en tant que imperi colonial.

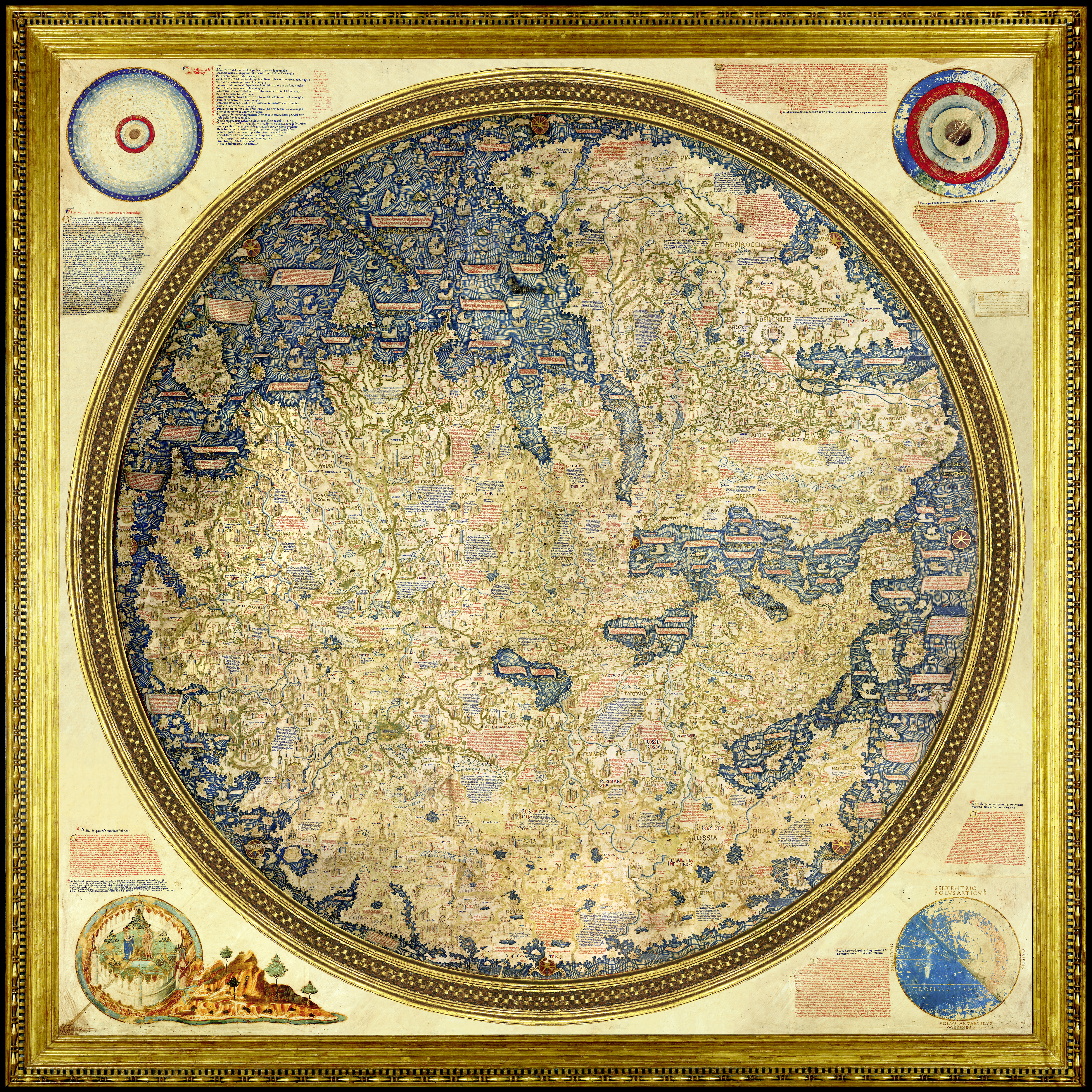
El mapamundi de Fra Mauro amb l'orientació original (el sud a dalt)

El 1857 va encarregar el mapamundi de Fra Mauro, considerat el millor memorial de la cartografia medieval que fou dibuixat entre 1457 i 1459 pel monjo venecià fra Mauro i el seu assistent Andrea Bianco, mariner i cartògraf, en forma de planisferi circular dibuixat sobre pergamí, muntat sobre un bastidor de fusta i té uns dos metres de diàmetre, per al rei Alfons V de Portugal. El mapa fou completat el 24 d'abril de 1459, i enviat a Portugal, però actualment es troba perdut.
Només trenta-dos anys després de la seva mort, esdevinguda el 1460, el cap de Bona Esperança va ser creuat i Vasco da Gama va poder arribar a l'Índia el 1498, poc abans del descobriment del Brasil per part de Pedro Álvares Cabral. Cristòfol Colom va ser un dels alumnes de l'escola de Sagres, i a la dècada de 1470 va navegar pels territoris portuguesos de les illes Madeira, i visqué a Porto Santo, i en la costa africana.